# Hynobius sonani
Hynobius sonani är en groddjursart som först beskrevs av Maki 1922.  Hynobius sonani ingår i släktet Hynobius och familjen Hynobiidae. IUCN kategoriserar arten globalt som starkt hotad. Inga underarter finns listade i Catalogue of Life.